# Baronnie de Coussergues
Baronnie de Coussergues est une entreprise française spécialisée dans la production de vin, dans les environs de Montpellier. Depuis 1495, elle a toujours été détenue et dirigée par un membre de la famille Sarret. Fondée en 1321 et encore en activité en 2014.

## Historique
Depuis 1321, la famille Sarret exploite le Domaine de Coussergues, alors terre du royaume de France. En 1495, le roi de France vend ce domaine à Pierre-Raymond Sarret, qui continuera à l'exploiter. L'entreprise connait une grande prospérité à compter des années 1870, passant au travers de la crise du phylloxéra, puis elle rencontre des décennies difficiles entre 1930 et 1990. Depuis, elle se relève progressivement en migrant sa production des vins de table bon marché vers des crus plus haut-de-gamme.

## Métiers
La Baronnie de Coussergues élève des vignes sur les terres du Château de Coussergues, situé à Montblanc, dans le Languedoc, en France. Le domaine couvre plus de 620 hectares dont 120 de vignes.
Elle produit des vins blancs, des rouges et des rosés, de dénomination Identification Géographique Protégée 